# Daniel Istria
Pour les articles homonymes, voir Istria (homonymie).
Daniel Istria est un archéologue médiéviste écrivain français contemporain.

## Biographie
Daniel Istria est né le 9 juin 1970.  
Il a fréquenté l'Université de Provence où il a obtenu la maîtrise universitaire (1992-1993) puis le DEA (1993-1994).
Docteur en archéologie médiévale de l'Université d'Aix-Marseille I, il est un ancien membre de l'École française de Rome. Il est actuellement directeur de recherche au CNRS, directeur adjoint du Laboratoire d'Archéologie Médiévale et Moderne en Méditerranée (UMR 7298, CNRS - Aix-Marseille Université).
Il dirige depuis 1994 plusieurs chantiers de fouilles archéologiques programmées et préventives en Corse. Après une thèse de doctorat sur les fortifications médiévales et une étude sur les échanges en Méditerranée occidentale durant le Moyen Âge, il a développé une approche diachronique des sièges épiscopaux et de leur environnement. Il travaille actuellement sur les espaces insulaires méditerranéens au Moyen Âge et codirige, avec Vannina Marchi van Cauwelaert et Emilie Tomas, la fouille du site de Poggio del Palazzo (Corte). Au sein de chacun de ces programmes, l’accent est mis sur la pluridisciplinarité grâce à des collaborations régulières avec spécialistes des sciences de la Vie et de la Terre, ainsi qu’avec des universités italiennes. 
Au-delà de la production scientifique qui découle de ces recherches (environ 150 titres), un effort important est fait en matière de vulgarisation avec la publication d’ouvrages et d’articles, le montage d’expositions, la participation à des conférences, des émissions de TV ou de radio, la collaboration à la création de sites internet et d’une application d’aide à la visite. Depuis 2013, il a participé aussi très activement à la mise en place du musée de site et du parc archéologique de Mariana, à la conception du parc archéologique Sant’Appianu de Sagone et de l'antiquarium Saint-Jean d'Ajaccio. 

## Publications
- Châteaux et habitats fortifiés dans le nord de la Corse au Moyen Âge (XIe-XIVe s.), éditions Alain Piazzola, Ajaccio, 2005. 517 pages, ill.
- avec Philippe Pergola (dir.), Corsica christiana, 2000 ans de christianisme, catalogue de l’exposition du musée de la Corse à Corte, Ajaccio, 2001, 2 vol., 461 p., 1 CD-Rom.
- avec Nardi Combescure S., Poulain D. (dir.), Les premiers temps chrétiens dans le territoire de  actuelle, actes du colloque d’Amiens, 18-20 janvier 2007, Presses Universitaires de Rennes, 2009, 252 pages, ill.
- avec Philippe Pergola (dir.), Présence et domination génoise dans les îles de Méditerranée, actes du colloque de Lucciana, 6-8 octobre 2006, Bulletin de la société des sciences naturelles et historiques de la Corse  [Collection Corse d’hier et de demain, 1], 2010, 127 pages, ill.
- avec Martorelli R., Pergola Ph., Vismara C., Sardinien und Korsika in römischer zeit, éditions Ph. von Zabern, Darmstadt, 2011, 161 pages, ill.
- (dir.), Le Moyen Âge en Corse, éditions du CRDP de la Corse, Ajaccio, 2012, 84 pages, ill.
- (dir.), Corse médiévale, [guides archéologiques de la France, 49], éditions du patrimoine, Paris 2014, 128 pages, ill.
- (dir.), Ajaccio, le groupe épiscopal, [Orma. La Corse archéologique, 1], éditions ARAC, Ajaccio, 2014, 77 pages, ill.
- Occupation et mise en valeur des zones côtières dans le Nord-est de la Corse entre XIe siècle et XVe siècle in Castrum VII. Zones côtières littorales dans le monde méditerranéen au Moyen Âge : défense, peuplement, mise en valeur (Collection de l'École Française de Rome, 105/7), J-M Martin (éd.) - 2001, p. 425-442 ;
- Les marquis Obertenghi dans le nord de la Corse du XIe siècle au XIVe siècle : la formation d'un nouveau réseau de fortifications, Mélange de l'École Française de Rome, Moyen Âge, 112, 2000-1, p. 225-258 ;
- Le château, l'habitat et l'église dans le nord de la Corse aux XIIe et XIIIe siècles. Mélange de l'École Française de Rome, Moyen Âge, 114, 2002-1, p. 227-301 ;
- avec P. Comiti : La Corsica e il Mediterraneo nella prima meta del XIVe siècle secolo : le testimonienze dello scavo del villagio di la Mugliunaccia. Medievo. Saggi e Rassegne. 24, 2000, p. 27-46 ;
- avec F. Di Renzo : Le paysage chrétien de la Corse médiévale in Catalogue de l'exposition Corsica christiana, 2000 ans de christianisme, Ajaccio, 2001, p. 126-141.